# مدیا لونا (کوبا)
مدیا لونا (به اسپانیایی: Media Luna) یک منطقهٔ مسکونی در کوبا است که در استان گرانما واقع شده‌است. مدیا لونا ۳۷۶ کیلومتر مربع مساحت و ۳۵٬۳۳۰ نفر جمعیت دارد و ۰ متر بالاتر از سطح دریا واقع شده‌است.